# Benedetto Pallavicino
Benedetto Pallavicino (Cremona, 1550/1551 – 26 novembre 1601) è stato un compositore e organista italiano del tardo Rinascimento.

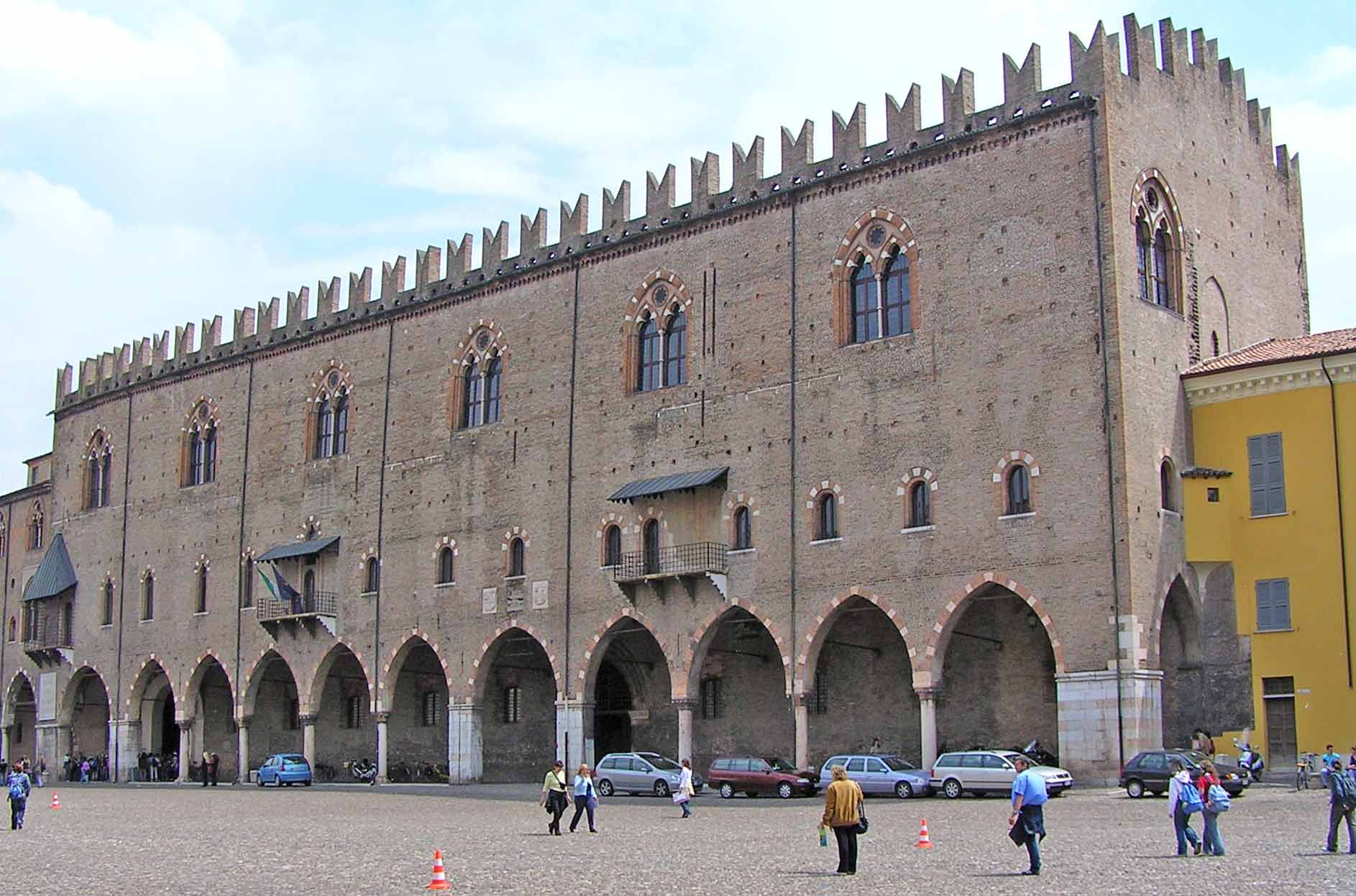
Palazzo ducale di Mantova, dove Pallavicino era impegnato come compositore e direttore musicale, dal 1583 al 1601.

È stato un prolifico compositore di madrigali ed era residente alla corte dei Gonzaga di Mantova nel 1590, dove fu uno stretto collaboratore di Giaches de Wert e un concorrente del suo molto più famoso contemporaneo, Claudio Monteverdi.

## Biografia
Nacque a Cremona nel 1550 o 1551. Mentre poco si sa della sua vita precedente, a metà del XVII secolo un documento dello scrittore Giuseppe Bresciani indica che quando era giovane prestò servizio come organista in diverse chiese della provincia di Cremona ed è possibile che abbia studiato con Marc'Antonio Ingegneri, lo stesso che fu il maestro di Monteverdi. Suo fratello maggiore Germano è stato anche un organista locale di primo piano. La famiglia Gonzaga impiegò Benedetto a Sabbioneta a partire dal 1579 e probabilmente restò fino al 1581, prima come cantante, e nel 1583 iniziò il servizio con i Gonzaga di Mantova, un centro musicale di grande importanza negli ultimi decenni del XVI secolo; egli vi rimase per il resto della sua vita. Venne associato con alcuni dei più famosi compositori degli ultimi due decenni del XVI secolo, cioè Giaches de Wert, Francesco Soriano, Giovanni Giacomo Gastoldi, Francesco Rovigo, Alessandro Striggio e Claudio Monteverdi. Il suo rapporto con Monteverdi, in particolare, diventò di notevole animosità.
Una lettera del 29 ottobre 1583, conservata nella Biblioteca Comunale di Mantova, è la prima documentazione superstite del suo servizio presso la famiglia Gonzaga. Mentre era al loro servizio - prima di Guglielmo Gonzaga e poi per Vincenzo, quando Guglielmo morì nel 1587 - fece viaggi periodici a Venezia in veste ufficiale per esaminare i cantanti a San Marco e sorvegliare le pubblicazioni musicali (dal momento che Venezia era il centro della stampa musicale e altre città come Mantova dipendevano dai loro servizi). Nel 1589, probabilmente insoddisfatto della sua bassa retribuzione alla corte dei Gonzaga, Pallavicino cominciò a cercare un altro lavoro, come ad esempio la posizione di maestro di cappella presso la cattedrale di Verona; questo però senza successo, in quanto la posizione andò a Giammateo Asola.
Nel 1596, alla morte del celebre compositore Giaches de Wert, venne finalmente nominato alla posizione di premier musicale della corte Gonzaga, il maestro della musica, posizione che mantenne fino alla sua morte nel 1601, dopodiché venne data a Claudio Monteverdi, il suo rivale più amaro. La preferenza di Pallavicino sopra Monteverdi per il posto non sorprende, se si considera che Monteverdi, al momento non aveva nessuna di popolarità rispetto a Pallavicino ed era solo poco più che ventenne, mentre Pallavicino aveva quarantacinque anni; e Pallavicino aveva servito la famiglia Gonzaga per molto tempo. Questa notevole animosità che esisteva tra i due compositori è stata dedotta dagli scritti contemporanei, in particolare lo scambio di lettere con Giovanni Artusi.
Nei suoi ultimi anni, per i quali la documentazione è scarsa, ricevette il sostegno della Accademia Filarmonica di Verona, un'organizzazione fondata circa sessant'anni prima, con la quale si erano associati molti altri compositori precedenti, tra cui musicisti di rilievo come Giovanni Nasco, Vincenzo Ruffo e Marc'Antonio Ingegneri, l'insegnante di Monteverdi. Nel settembre 1601 vi è una nota negli archivi mantovani che indica che Pallavicino abbia supplicato di essere perdonato per un debito, siccome aveva figli da mantenere, e per molti altri debiti, e morì nel mese successivo. Venne certificata la causa della morte come "febbre" e la sua età di 50, stabilendo così il suo anno di nascita sia stato nel 1550 o 1551. Secondo Alfred Einstein, Pallavicino trascorse gli ultimi anni della sua vita come monaco della Congregazione camaldolese dei Benedettini.
Benedetto Pallavicino aveva un figlio di nome Bernardino; la somiglianza dei loro nomi e l'apparente continuità delle attività editoriali di Benedetto, ha portato molti musicologi a credere che visse buona parte del XVII secolo, fino alla scoperta della sua data precisa di morte. Suo figlio era un monaco dell'ordine camaldolese di San Marco e pubblicò diversi volumi di lavoro di suo padre, postumi, tra cui il suo settimo e ottavo libro di madrigali.